# شکیرا
شکیرا ایزابل مبارک ریپل (انگلیسی: Shakira Isabel Mebarak Ripoll؛ زادهٔ ۲ فوریه ۱۹۷۷) خواننده و ترانه‌نویس کلمبیایی است. او در ۱۳ سالگی نخستین ترانهٔ خود را زیر نظر سونی میوزیک کلمبیا ضبط کرد. دو آلبوم نخستش، افسون (۱۹۹۱) و خطر (۱۹۹۳)، با استقبال محدودی مواجه شدند، اما این تجربه مسیر هنری او را برای موفقیت‌های بعدی هموار کرد. شکیرا با آلبوم‌های پابرهنه (۱۹۹۵) و دزدان کجایند؟ (۱۹۹۸) به یکی از محبوب‌ترین ستاره‌های موسیقی در کشورهای اسپانیایی‌زبان تبدیل شد. نخستین آلبوم انگلیسی‌زبان او، سرویس رختشویی، در سال ۲۰۰۱ منتشر شد و با فروش بیش از ۱۳ میلیون نسخه در سراسر جهان موفقیتی چشمگیر به دست آورد. تک‌آهنگ‌های «هرگاه، هرجا» و «در زیر تن‌پوشت» از این آلبوم، شهرت جهانی او را تثبیت کردند و شکیرا را به‌عنوان یکی از چهره‌های برجستهٔ موسیقی متقاطع معرفی نمودند. او را اغلب «ملکهٔ موسیقی لاتین» می‌نامند و به دلیل تنوع در سبک‌های موسیقی شناخته می‌شود.
موفقیت شکیرا بیش از پیش با آلبوم‌های اسپانیایی‌زبانش از جمله دلبستگی دهانی جلد ۱ (۲۰۰۵)، خورشید در می‌آید (۲۰۱۰) و شخص زرین (۲۰۱۷) تثبیت شد؛ آلبوم‌هایی که همگی در صدر جدول بیلبورد آلبوم‌های لاتین قرار گرفتند. آلبوم‌های انگلیسی او نیز، مانند دلبستگی دهانی جلد ۲ (۲۰۰۵)، گرگ ماده (۲۰۰۹) و شکیرا (۲۰۱۴)، در کشورهای مختلف جهان موفق به دریافت گواهی طلا، پلاتین یا چندپلاتین از انجمن صنعت ضبط آمریکا شدند. افزون بر این، برخی تک‌آهنگ‌های او در چندین کشور صدر جدول‌های موسیقی را به دست آوردند؛ از جمله «شکنجه»، «باسن دروغ نمی‌گوید»، «دروغگوی زیبا»، «واکا واکا (این بار نوبت آفریقاست)»، «لوکا» و «باج‌گیری». شکیرا همچنین در دو فصل از برنامهٔ تلویزیونی آمریکایی د ویس (۲۰۱۳–۲۰۱۴) به عنوان داور و مربی حضور داشت.
شکیرا جوایز متعددی دریافت کرده است؛ از جمله سه جایزه گرمی، دوازده جایزه گرمی لاتین، چهار جایزه موزیک ویدئوی ام‌تی‌وی، هفت جایزه موسیقی بیلبورد، سی‌ونه جایزه موسیقی لاتین بیلبورد، شش رکورد جهانی گینس و یک ستاره در پیاده‌روی مشاهیر هالیوود. در سال ۲۰۰۹، بیلبورد او را به‌عنوان برترین هنرمند زن لاتین معرفی کرد. شکیرا با فروش بیش از ۷۵ میلیون رکورد در سراسر جهان، همچنان یکی از پرفروش‌ترین هنرمندان موسیقی در جهان است. او به‌عنوان پرمخاطب‌ترین هنرمند لاتین در اسپاتیفای شناخته می‌شود و یکی از تنها سه هنرمند زن است که دو ویدیو با بیش از دو میلیارد بازدید در یوتیوب دارد. شکیرا به‌دلیل فعالیت‌های خیرخواهانه در بنیاد برفوت و سهم چشمگیرش در موسیقی، در سال ۲۰۱۱ جوایز هنرمند سال آکادمی موسیقی لاتین و هنرمند سال بنیاد هاروارد را دریافت کرد. همان سال او به عضویت کمیسیون مشورتی رئیس‌جمهور ایالات متحده در زمینهٔ تعالی آموزشی برای اسپانیایی‌تبارها منصوب شد. مجلهٔ فوربز نیز او را در فهرست زنان پردرآمد موسیقی در سال‌های ۲۰۰۸ و ۲۰۱۹ قرار داد. شکیرا همچنین نخستین هنرمندی است که سه بار در جام جهانی فیفا اجرا کرده است.

## ابتدای زندگی
شکیرا در شهر بارانکیا، کلمبیا زاده شد. او تنها فرزند ویلیام مبارک چادید و نیدیا دل کارمن ریپل تورادو است. پدربزرگ و مادربزرگ پدری او اهل لبنان بودند که به نیویورک مهاجرت کردند؛ جایی که پدرش در آن‌جا متولد شد. سپس پدرش در پنج‌سالگی شکیرا به کلمبیا بازگشت. نام او برگرفته از واژهٔ عربی «شاکرة» است که مؤنث «شاکر» به معنای شکرگزار است. او از سوی مادر دارای ریشه‌های کاتالانی، اسپانیایی و ایتالیایی است. شکیرا دارای مذهب کاتولیک است و در مدارس کاتولیک تحصیل کرد. او از ازدواج قبلی پدرش هشت خواهر و برادر ناتنی بزرگ‌تر دارد. او بیشتر دوران کودکی خود را در بارانکیا گذراند.
شکیرا در چهار سالگی نخستین ترانهٔ خود را با عنوان «La Rosa De Cristal» ((به فارسی: گل رز بلوری)) نوشت و از همان کودکی به داستان‌نویسی پدرش علاقه داشت. او در هفت‌سالگی یک ماشین تحریر به‌عنوان هدیهٔ کریسمس از پدرش دریافت کرد و از آن زمان به نوشتن ترانه‌هایش ادامه داد. در دو سالگی یکی از برادران ناتنی خود را در یک تصادف رانندگی از دست داد و در هشت‌سالگی ترانهٔ «Tus gafas oscuras» ((به فارسی: عینک تاریک تو)) را در یاد پدرش نوشت که پس از مرگ فرزندش سال‌ها عینک تیره می‌زد.
در همان دوران، شکیرا در یک رستوران محلی با ساز گابلت درام آشنا شد و شروع به رقص روی میز کرد. این تجربه علاقهٔ او به موسیقی و اجرا را شکل داد. او در مدرسه کاتولیک برای هم‌کلاسی‌ها و معلمان آواز می‌خواند، اما در گروه کُر پذیرفته نشد زیرا ویبراتوی صدایش را بسیار قوی دانستند و معلم موسیقی صدای او را به بز تشبیه کرد. به‌دلیل اختلال ADHD، بارها از کلاس درس اخراج می‌شد. در عین حال، جمعه‌ها در مدرسه رقص شکم اجرا می‌کرد و به‌عنوان «دخترک رقاص شکم» شناخته می‌شد. او می‌گوید همین دوران بود که به اجرای زنده علاقه‌مند شد. پدرش نیز یک‌بار او را به دیدن کودکان یتیم برد تا قدر داشته‌هایش را بداند؛ تجربه‌ای که انگیزهٔ فعالیت‌های خیرخواهانهٔ او در سال‌های بعد شد.
بین سنین ۱۰ تا ۱۳ سالگی، شکیرا در رویدادهای مختلف شهر بارانکیا اجرا داشت و به‌تدریج شناخته شد. در این دوران با تهیه‌کنندهٔ محلی مونیکا آریزا آشنا شد که استعداد او را کشف کرد. آریزا در سفری به بوگوتا، اجرای شکیرا را به سیرو وارگاس، از مدیران سونی، معرفی کرد. اجرای شکیرا چنان مورد توجه قرار گرفت که سونی کلمبیا پس از چند اجرا، قراردادی سه‌آلبومی با او امضا کرد.

## حرفه

### ۱۹۹۰–۱۹۹۵: آغاز فعالیت
نخستین آلبوم شکیرا با نام افسون در سال ۱۹۹۰، زمانی که تنها ۱۳ سال داشت، در سونی میوزیک کلمبیا ضبط و در ژوئن ۱۹۹۱ منتشر شد. ترانه‌های این آلبوم مجموعه‌ای از آثار او از سن هشت‌سالگی بودند که در سبک پاپ-راک و بالاد نوشته شده بودند. آلبوم شامل سه تک‌آهنگ نیز بود. هرچند در رادیو کلمبیا توجه زیادی جلب کرد، اما از نظر تجاری موفق نبود و تنها حدود ۱۲۰۰ نسخه از آن به فروش رسید.
پس از انتشار افسون، ناشر از شکیرا خواست برای ضبط آلبوم بعدی آماده شود. او در فوریهٔ ۱۹۹۳ به جشنواره موسیقی وینیا دل مار در شیلی دعوت شد؛ جشنواره‌ای که فرصتی برای خوانندگان تازه‌کار آمریکای لاتین بود. شکیرا با اجرای قطعهٔ «Eres» (به فارسی: تو هستی) مقام سوم را به دست آورد و در میان داوران کسی که به او رأی داد ریکی مارتین ۲۰ ساله بود.
دومین آلبوم او، خطر، در مارس ۱۹۹۳ منتشر شد. شکیرا از نتیجهٔ نهایی آلبوم راضی نبود و به‌دلیل خودداری از تبلیغ آن، این اثر نیز از نظر تجاری موفقیتی کسب نکرد. پس از آن تصمیم گرفت مدتی از موسیقی فاصله بگیرد تا تحصیلات دبیرستانی‌اش را به پایان برساند. در همان سال، او در مجموعهٔ تلویزیونی کلمبیایی دی اوسیس (The Oasis) که داستان آن بر اساس فاجعه آرمرو در سال ۱۹۸۵ ساخته شده بود، ایفای نقش کرد.
این دو آلبوم نخست بعدها از انتشار خارج شدند و در دیسکوگرافی رسمی شکیرا جای نگرفتند و تنها به‌عنوان آثار تبلیغاتی شناخته می‌شوند.

### ۱۹۹۵–۲۰۰۰: پیشرفت در موسیقی لاتین

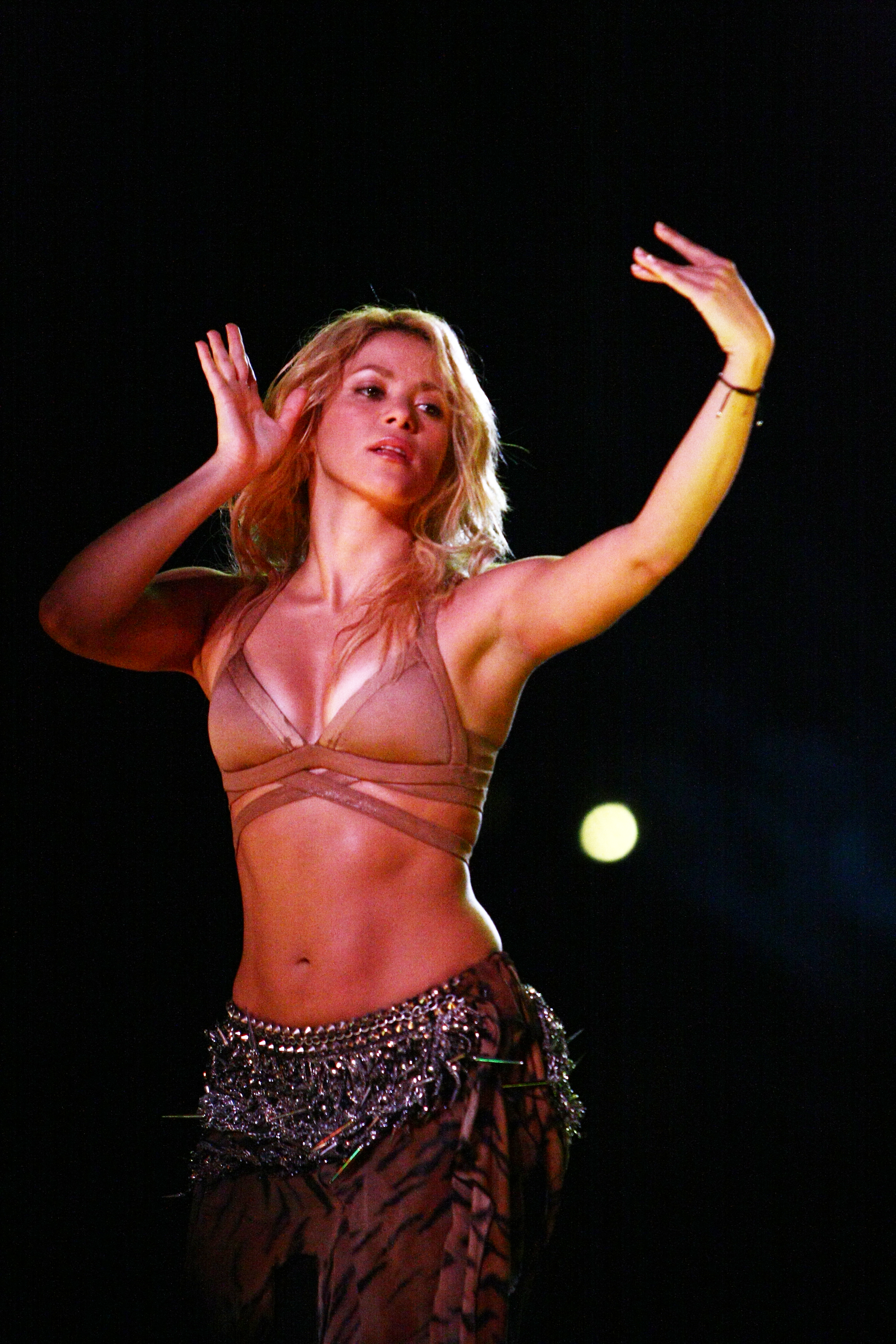
شکیرا روی صحنه در کنسرت خلیج مارینا، سنگاپور.

شکیرا نخست تک‌آهنگ «کجا هستی، عشق؟» ((به اسپانیایی: ¿Dónde Estás Corazón?)) را ضبط کرد که ابتدا در آلبوم گردآوری Nuestro Rock Volumen II و سپس در پابرهنه منتشر شد. موفقیت این ترانه در رادیوهای کلمبیا باعث شد سونی میوزیک با وجود ناکامی‌های تجاری پیشین، فرصت دیگری به او بدهد.
با الهام از موسیقی کشورهای مختلف و تأثیرپذیری از سبک هنری آلانیس موریست، شکیرا همکاری با لوئیس فرناندو اوچوآ را آغاز کرد و سومین آلبوم استودیویی خود را با پشتیبانی کلمبیا رکوردز تهیه کرد. حاصل این همکاری آلبوم پابرهنه ((به اسپانیایی: Pies Descalzos)) بود که در اکتبر ۱۹۹۵ در آمریکای لاتین و فوریه ۱۹۹۶ در ایالات متحده منتشر شد. این آلبوم با شش تک‌آهنگ موفق از جمله «من اینجا هستم»، «کجا هستی، عشق؟»، «پاهای برهنه، رویاهای سفید»، «تکه‌ای کوچک از عشق»، «گلچین ادبی» و «چیزی که می‌خواهد، می‌کشدش» به محبوبیت رسید و در جدول آلبوم‌های لاتین بیلبورد به رتبهٔ پنجم رسید. در اوت ۱۹۹۶، این آلبوم از انجمن صنعت ضبط موسیقی ایالات متحده آمریکا گواهی پلاتینیوم دریافت کرد. تور بین‌المللی تور پابرهنه با ۲۰ اجرا از مارس ۱۹۹۶ تا ۱۹۹۷ برگزار شد. آلبوم سرانجام بیش از ۵ میلیون نسخه در جهان فروخت و موفقیت آن به انتشار آلبوم ریمیکس‌ها، شامل نسخه‌های پرتغالی برخی ترانه‌ها برای بازار برزیل، انجامید.
چهارمین آلبوم استودیویی شکیرا، دزدان کجایند؟، در سپتامبر ۱۹۹۸ با تهیه‌کنندگی اجرایی امیلیو استفان منتشر شد. نام آلبوم برگرفته از حادثه‌ای بود که طی آن متون موسیقی‌اش در فرودگاه به سرقت رفت. این آلبوم به موفقیتی بزرگ دست یافت و در ایالات متحده بیش از ۱٫۵ میلیون نسخه و در سراسر جهان بیش از ۷ میلیون نسخه فروش کرد. دزدان کجایند؟ توانست برای ۱۱ هفته صدرنشین جدول آلبوم‌های لاتین بیلبورد باشد و به رتبهٔ ۱۳۱ در بیلبورد ۲۰۰ برسد. هشت تک‌آهنگ این آلبوم به جدول‌های بیلبورد راه یافتند که از جمله آن‌ها «کور، ناشنوا و بی‌صدا»، «مگس در خانه»، «باور نمی‌کنم»، «اجتناب‌ناپذیر»، «تو»، «دزدان کجایند؟»، «روز هشتم (ترانه)» و «چشمان تو» بودند.
شکیرا در ۱۹۹۹ برای نخستین بار نامزد دریافت جایزه گرمی در شاخهٔ بهترین آلبوم راک لاتین شد. نخستین آلبوم زندهٔ او، ام‌تی‌وی آنپلاگد، در اوت ۱۹۹۹ در نیویورک ضبط شد و از سوی منتقدان تحسین شد. سپس در مارس ۲۰۰۰، شکیرا تور تور آنفیبیو را در آمریکای لاتین و ایالات متحده برگزار کرد. او در اوت همان سال برنده جایزه موزیک ویدئوی ام‌تی‌وی در شاخهٔ «انتخاب مردم» و «هنرمند بین‌المللی محبوب» برای «Ojos Así» شد و در سپتامبر ۲۰۰۰ این قطعه را در مراسم افتتاحیهٔ جایزه گرمی لاتین اجرا کرد، جایی که در پنج شاخه نامزد شد: آلبوم سال و بهترین آلبوم پاپ (برای ام‌تی‌وی آنپلاگد), بهترین مجری زن راک (برای «Octavo Día»)، بهترین مجری زن پاپ و بهترین موزیک ویدئوی کوتاه (برای «Ojos Así»).

### ۲۰۰۱–۲۰۰۴: ورود به بازار انگلیسی‌زبان با آلبوم سرویس رختشویی

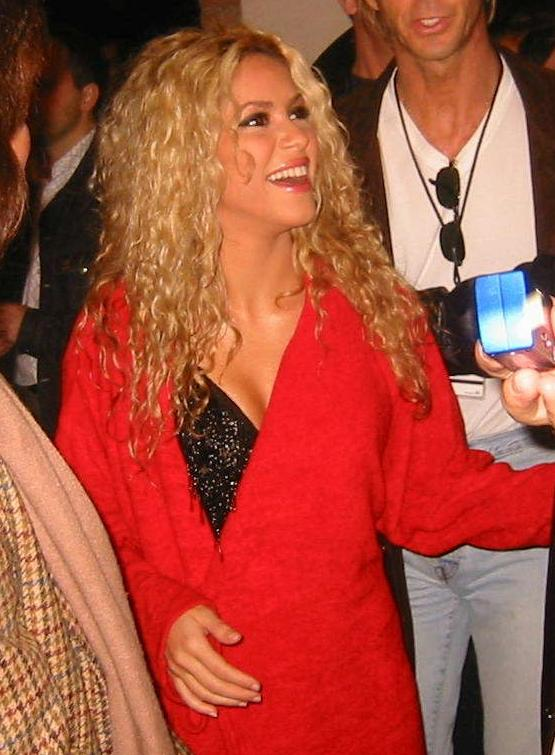
شکیرا در تور مانگوس (۲۰۰۲–۲۰۰۳)

پس از موفقیت آلبوم دزدان کجایند؟ ((به اسپانیایی: Dónde Están los Ladrones?)) و اجرای تحسین‌شدهٔ ام‌تی‌وی آنپلاگد، شکیرا کار بر روی نخستین آلبوم کراس‌اوور انگلیسی خود را آغاز کرد. او زبان انگلیسی را با کمک گلوریا استفان آموخت.
ترانهٔ «هرگاه، هرجا» ((به اسپانیایی: Suerte)) به‌عنوان اولین تک‌آهنگ آلبوم منتشر شد و با استفاده از سازهای سنتی موسیقی آند از جمله موسیقار به یکی از موفق‌ترین ترانه‌های بین‌المللی او بدل شد؛ این ترانه در بسیاری از کشورها به رتبهٔ یک رسید و در بیلبورد هات ۱۰۰ ایالات متحده تا رتبهٔ ششم صعود کرد.
پنجمین آلبوم استودیویی و نخستین آلبوم انگلیسی‌زبان شکیرا با عنوان Laundry Service (و با نام Servicio de Lavandería در آمریکای لاتین و اسپانیا) در ۱۳ نوامبر ۲۰۰۱ منتشر شد. این آلبوم با فروش بیش از ۲۰۰ هزار نسخه در هفتهٔ نخست، به رتبهٔ سوم بیلبورد ۲۰۰ رسید و تا ژوئن ۲۰۰۴ از RIAA گواهی سه‌بار پلاتینیوم دریافت کرد. این موفقیت حضور شکیرا را در جریان اصلی موسیقی آمریکای شمالی تثبیت کرد.
از این آلبوم هفت تک‌آهنگ منتشر شد: «هرگاه، هرجا»، «در زیر تن‌پوشت»، «اعتراض (تانگو)»، «تنها کس»، «ترکت می‌کنم مادرید»، «که بمانی» و «شعری برای یک اسب».

## زندگی شخصی

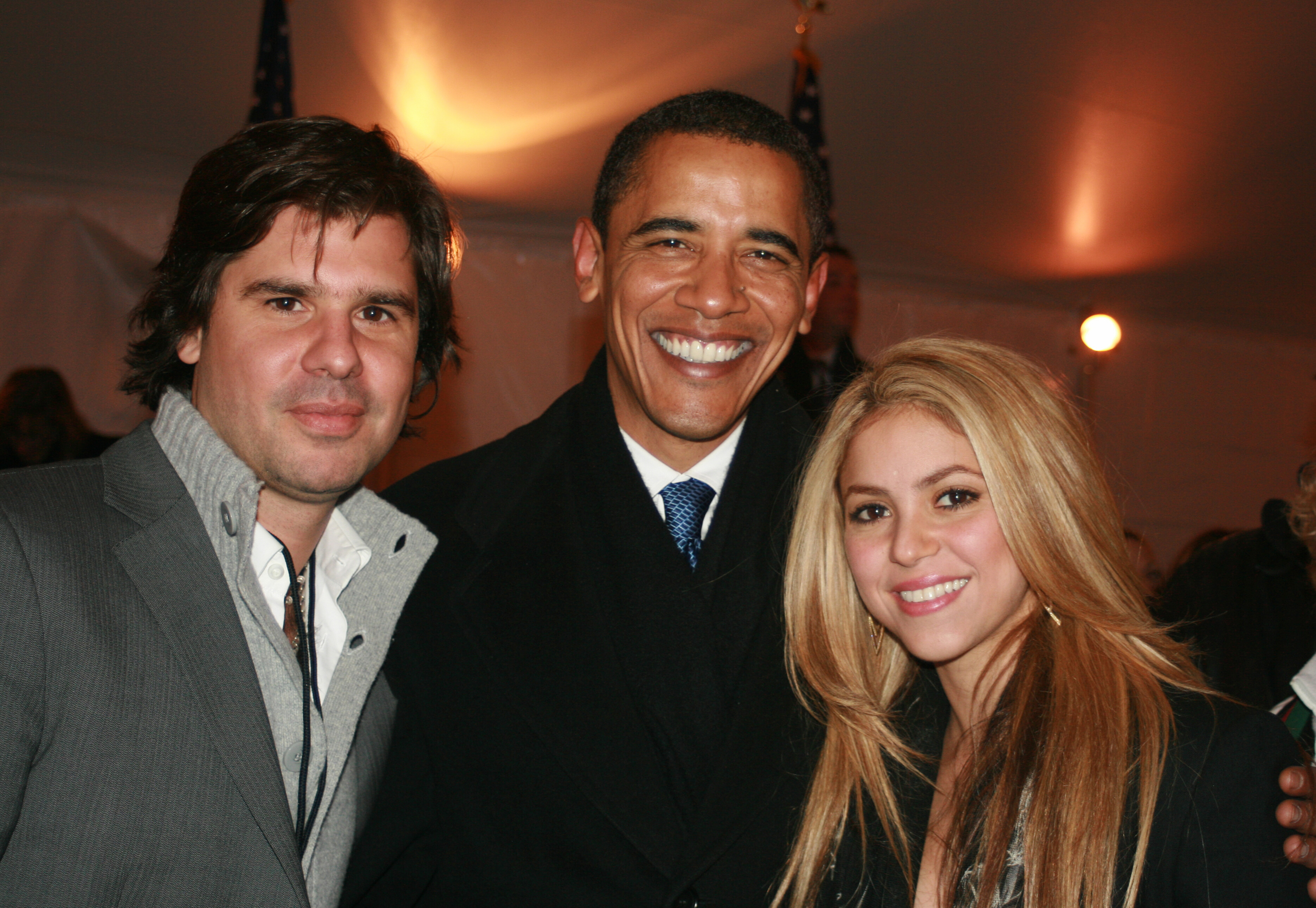
شکیرا، اوباما و آنتونیو دو لا روآ در فوریه ۲۰۰۹‏

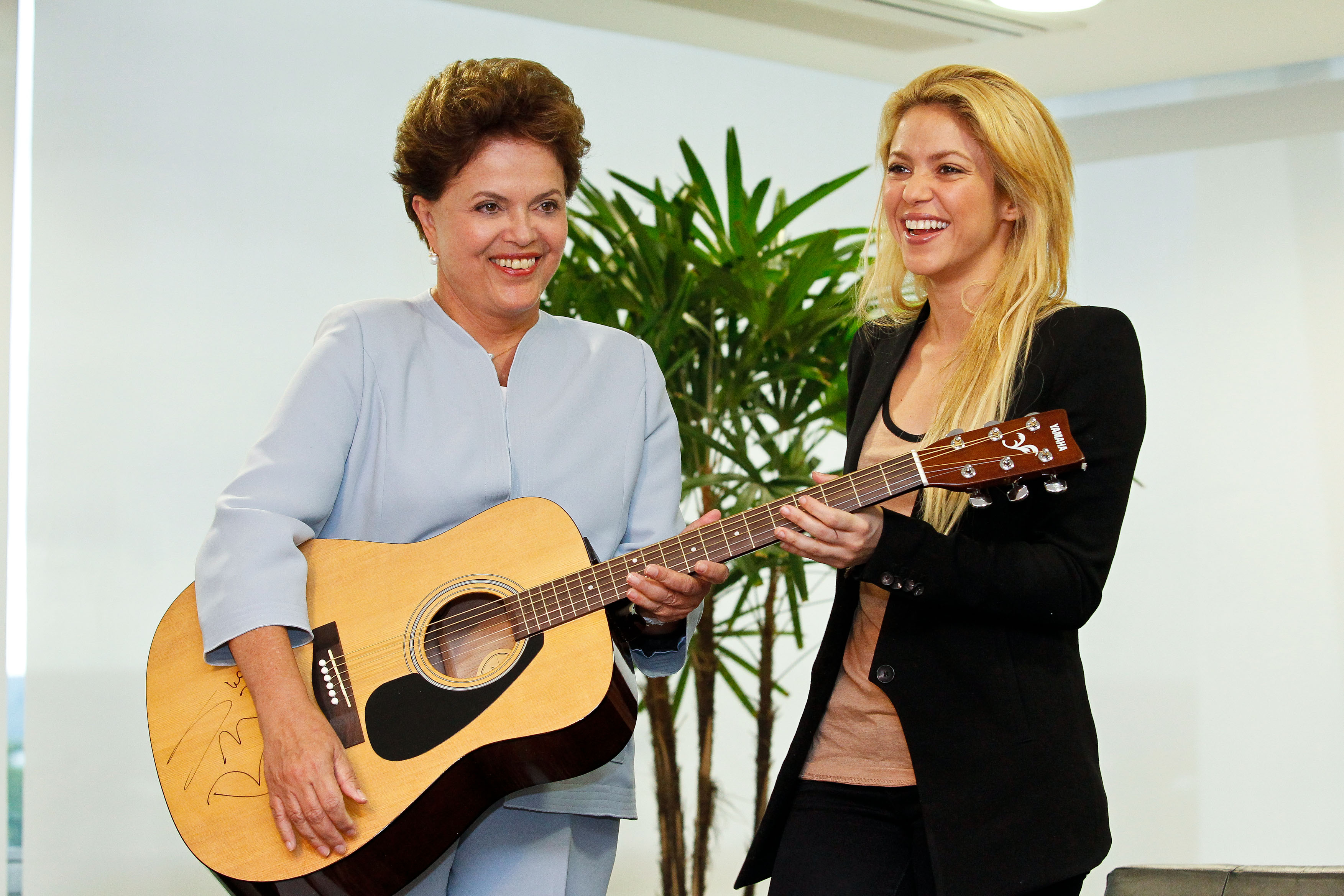
شکیرا و دلیما روسف رئیس‌جمهور وقت برزیل در مارس ۲۰۱۱

### فرار مالیاتی
در ژوئیهٔ ۲۰۲۲ دادستان‌های اسپانیا برای شکیرا درخواست بیش از ۸ سال حبس و جریمه‌ای تا ۲۴ میلیون یورو مطرح کردند. به‌گفتهٔ دادستان‌ها، او در سال‌های ۲۰۱۲ تا ۲۰۱۴ عملاً در اسپانیا اقامت داشت اما محل اقامت خود را کشور دیگری اعلام کرده بود. مطابق قانون اسپانیا، هر فردی که بیش از ۱۸۳ روز در سال در این کشور اقامت کند باید بابت همهٔ درآمدهای جهانی خود مالیات بپردازد. دادستانی همچنین به خرید خانه در بارسلون در سال ۲۰۱۲ و زندگی مشترک او با جرارد پیکه اشاره کرد. شکیرا در سال ۲۰۱۵ اسپانیا را به‌عنوان محل اقامت دائم به ادارهٔ مالیات معرفی کرد.
در ۲۰ نوامبر ۲۰۲۳، شکیرا در نخستین روز دادگاه بارسلونا با یک توافق قضایی پرونده را مختومه کرد: پرداخت جریمهٔ ۷٫۳ میلیون یورو (حدود ۸ میلیون دلار) و دریافت ۳ سال حبس تعلیقی؛ برخی گزارش‌ها از جریمهٔ جداگانهٔ ۴۳۲ هزار یورو برای تعلیق/تبدیل مجازات نیز خبر داده‌اند.
شکیرا در بیانیه‌های عمومی خود تأکید کرده که پذیرش این توافق برای حفظ آرامش فرزندانش بوده و به بی‌گناهی خود باور دارد.
همچنین، رسیدگی جداگانه به وضعیت مالیاتی سال ۲۰۱۸ که در ۲۰۲۳ آغاز شده بود، در مهٔ ۲۰۲۴ به دلیل نبود شواهد کافی متوقف شد.

## آلبوم‌شناسی
| نام فارسی (با لینک)    | نام اصلی آلبوم (Original Title) | تاریخ انتشار (میلادی) | تاریخ انتشار (خورشیدی) |
| ---------------------- | ------------------------------- | --------------------- | ---------------------- |
| افسون                  | Magia                           | ۲۴ ژوئن ۱۹۹۱          | ‎۳ تیر ۱۳۷۰             |
| خطر                    | Peligro                         | ۲۵ مارس ۱۹۹۳          | ‎۵ فروردین ۱۳۷۲         |
| پابرهنه                | Pies Descalzos                  | ۶ اکتبر ۱۹۹۵          | ‎۱۴ مهر ۱۳۷۴            |
| دزدان کجایند؟          | ¿Dónde Están los Ladrones?      | ۲۹ سپتامبر ۱۹۹۸       | ‎۷ مهر ۱۳۷۷             |
| سرویس رختشویی          | Laundry Service                 | ۱۳ نوامبر ۲۰۰۱        | ‎۲۲ آبان ۱۳۸۰           |
| دلبستگی دهانی جلد ۱    | Fijación Oral, Vol. 1           | ۳ ژوئن ۲۰۰۵           | ‎۱۳ خرداد ۱۳۸۴          |
| دلبستگی دهانی جلد ۲    | Oral Fixation, Vol. 2           | ۲۸ نوامبر ۲۰۰۵        | ‎۷ آذر ۱۳۸۴             |
| گرگ ماده               | She Wolf                        | ۹ اکتبر ۲۰۰۹          | ‎۱۷ مهر ۱۳۸۸            |
| خورشید در می‌آید        | Sale el Sol                     | ۱۹ اکتبر ۲۰۱۰         | ‎۲۷ مهر ۱۳۸۹            |
| شکیرا                  | Shakira                         | ۲۱ مارس ۲۰۱۴          | ‎۱ فروردین ۱۳۹۳         |
| شخص زرین               | El Dorado                       | ۲۶ مه ۲۰۱۷            | ‎۵ خرداد ۱۳۹۶           |
| زنان دیگر گریه نمی‌کنند | Las Mujeres Ya No Lloran        | ۲۲ مارس ۲۰۲۴          | ‎۳ فروردین ۱۴۰۳         |